# 阿基莱·劳伦号劫船事件

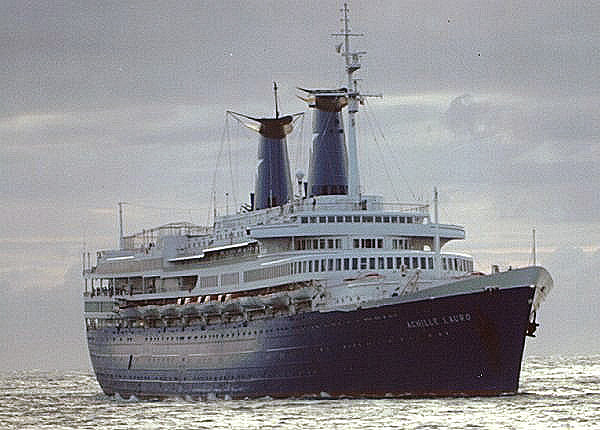
阿基莱·劳伦号客轮

阿基莱·劳伦号劫船事件（英語：Achille Lauro hijacking）发生于1985年10月7日，四名來自巴勒斯坦解放陣線（PLF）的男子，挾持了一艘埃及的航班客輪阿基莱·劳伦号，當時這艘航班正從亞歷山卓航行至塞德港。一名船務人員驚動了四名劫船者，於是提早執行行動，他們劫持了所有的乘客以及船務人員，命令該船航行至敘利亞塔爾圖斯港，並且要求釋放50名以色列監獄中的巴勒斯坦囚犯。當船隻遭到拒絕入港時，劫船者立即殺害了一名坐輪椅的乘客，他是一名猶太裔美國公民，名叫里昂·克林霍弗（Leon Klinghoffer）。劫船者將他的屍體丟入海中，之後客輪便獲准進入塔爾圖斯港。經過了兩天的談判後，劫船者同意棄船而改搭乘埃及客機飛往突尼西亞。
10月10日，客機遭到了美國海軍F-14雄貓式戰鬥機的攔截，依照指示飛往西西里島，降落在島上由美國海軍、義大利空軍共用的西哥奈拉基地內，美軍打算出動海豹部隊上機逮人，但義大利政府卻表示此事管轄權屬於義方。兩國政府、軍隊經過一晚爭執後，美軍在美國總統隆納·雷根命令下讓步，劫船者最後遭到了義大利警方的逮捕，不過美國與義大利當局仍未協調好。商務飛機上的乘客（外界推測劫船者首領阿布·阿巴斯也在其中）雖然遭到了美國的抗議，不過最後還是繼續飛往他們的目的地。埃及則要求美國當局替擅自以武力截住飛機的行為道歉。

## 結果
以下是當時劫船囚犯的後續結果：
- 貝薩姆·艾爾阿斯克於1991年獲得假釋，2004年2月21日逝世。
- 阿馬德·馬勞夫·艾爾阿薩迪於1991年獲得假釋後即消失無蹤。
- 約瑟夫·艾爾莫乞獲判30年重刑，他於1996年2月16日逃離羅馬監獄，經過12天的逃亡逃至西班牙後，還是再次遭到逮捕並且引渡回義大利。
- 阿布·阿巴斯最後逃過了義大利的司法管轄權，也因此他在被判有罪時並沒有出席。阿巴斯於1996年為自己的所作所為道歉，他也提倡巴勒斯坦以及以色列應該和平談判，但是阿巴斯的道歉並沒得到美國政府及克林霍弗的家人接受，克林霍弗的家人強烈要求應該抓到阿巴斯以還他們公道。阿巴斯最後是在2003年的美伊戰爭中的伊拉克遭美軍捕獲，並且於2004年3月8日於美國政府的監禁下逝世。

巴勒斯坦解放組織則是因為克林霍弗的死遭到控訴，最後訴訟則是因為巴勒斯坦解放組織付給克林霍弗的女兒一款不具名的金額後而取消。克林霍弗的女兒曾提供資金給反毀謗聯盟的里昂與馬里琳克林霍弗基金會，組織工作為透過合法、政治或教育性的手段對抗恐怖主義。
1994年11月30日，阿基萊·勞倫號在索馬利亞的海岸上進行火燒銷毀，並且於三天後沉入海中。
- 美國作曲家約翰·亞當斯根據這個事件創作了歌劇《克林霍弗之死》。